# Pavel Popovitj
Pavel Romanovitj Popovitj (Павел Романович Попович) (født 5. oktober 1930 i Uzyn, Ukrainsk SSR, død 29. september 2009 i Gurzuf, Krim, Ukraine  var en sovjetisk kosmonaut af ukrainsk oprindelse.

## Karriere
- Kosmonaut 1960
- Rumflyvninger
  - Vostok 4
  - Sojus 14
- Ophør som kosmonaut 1982.

Han skulle også have været sendt op med Sojus 2, men efter at Vladimir Komarov omkom i Sojus 1 blev det til en ubemandet mission.